# The Morey Amsterdam Show
The Morey Amsterdam Show is een Amerikaanse sitcom die liep van 1948 tot 1950. De show werd gepresenteerd door Morey Amsterdam. Nadat de show stopte kreeg Amsterdam een rol aangeboden in The Dick Van Dyke Show wat hem internationale bekendheid gaf. De serie bevindt zich in het publiek domein.